# وليد العويدان
وليد محمد العويدان لاعب كرة قدم سعودي ، يلعب في نادي المجزل.
لعب نادي الشرق و نادي كميت و نادي الفاو و نادي التوباد و نادي المجزل.